# 仁和里 (嘉義縣)
仁和里是中華民國嘉義縣朴子市的一個里，位於朴子市東北部，東鄰太保市東勢里，南連大葛里，西接德興里和大鄉里，北靠溪口里，面積4.5436平方公里。原名小槺榔，康熙四十年（1701年）開墾，道光元年（1821年）創建庄廟福安宮，1896年有165戶676人，因瘟疫和械鬥而導致人口外流，1944年只有124戶，故戰後命名為仁和里以求安定平和。係以許姓、蘇姓、黃姓為主的雜姓村，因縣政府所在的祥和新村人口逐漸密集，1999年設立祥和國小。